# バウマシーケンス
バウマシーケンス（英語: Bouma sequence）・ブーマシーケンスは、混濁流によって形成されるタービダイト内における堆積の順序を示したものである:125。1962年にアーノルド・ブーマが著書「Sedimentology of some Flysch deposits」において発表した:201。
タービダイト内における各単層内においては一定の5部分に分かれる堆積順序が存在し、級化層理に近しい構造が見られるとするものである。初期にはBouma cycle、Bouma modelなどと呼称されてもいたが、やがてBouma sequenceという表記に統一された:36。

## 各部

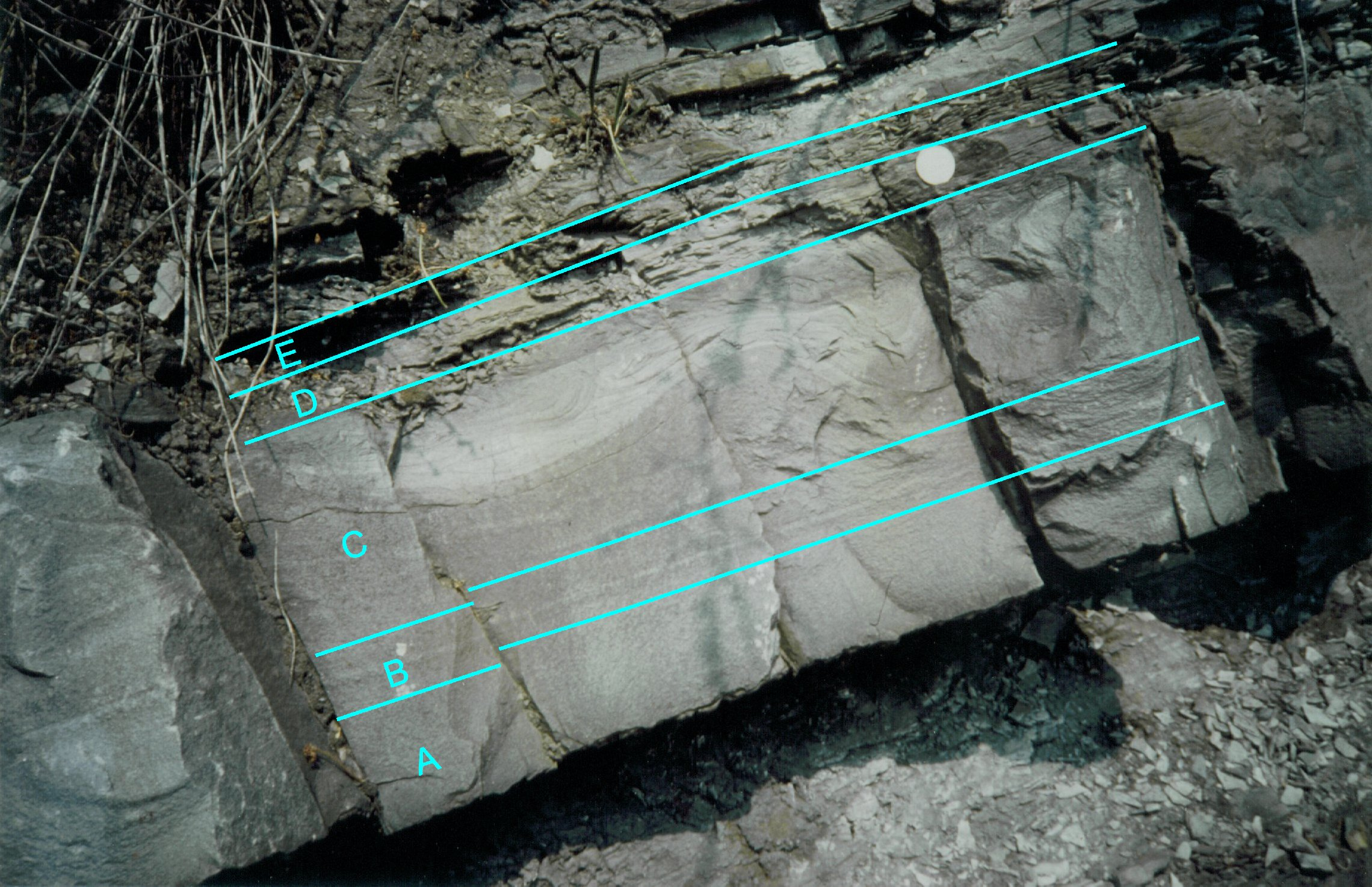
デボン紀に形成されたドイツのタービダイトに見られるバウマシーケンス。

- e - 泥岩部
- d - 上部平行葉理部
- c - コンボリュート葉理部
- b - 下部平行葉理部
- a - 塊状もしくは級化部

各部の日本語名称は堆積学研究会 (1998)に拠った。

## 各論
バウマシーケンスの形態はどのような混濁流によってタービダイトが形成されたかによって変化する。密度が高い乱泥流によって形成されれば粗粒タービダイト（proximal turbidite）が、密度が低い乱泥流によって形成されれば隔源相タービダイト（distal turbidite）が見られる。粗粒タービダイトでは下部が厚くなり礫が含まれることもあるが、隔源相タービダイトでは反対に泥やシルトが主体であり全体的に薄いものとなる:77。
1965年の時点でバウマシーケンスは欠けることがあったとしても、aからeまでの順番が前後することは無く成立するものだと考えられていた。しかし、バウマシーケンスは必ずしも全てのタービダイト内で成立するとは限らないことが後に明らかとなった:125。またShanmugam (1997)は、バウマシーケンスをあたかも事実の記載のために用いられることがあり、必ずしも成立するとは限らないバウマシーケンスという1つの見方を強化してしまっている人もいると批判している。

## 関連文献
- Arnold H Bouma (1962). Sedimentology of some Flysch deposits. Elsevier Pub. Co.. NCID BA02319007. OCLC 1512070. ASIN B0006AXR5O LCCN 62-10357 OL 5850429M インターネットアーカイブ: sedimentologyofs0000boum
- 堆積学研究会 編『堆積学辞典』朝倉書店、1998年11月。ISBN 4-254-16034-8。 NCID BA38750379。LCCN 99-137742。OCLC 675037693。OL 31469498M 国立国会図書館書誌ID:000002732151 全国書誌番号:99048134。